# Brigita Langerholc
Brigita Langerholc (Celje, 23. srpnja 1976.),  slovenska atletičarka.
Natječe se u srednjeprugaškoj trkačkoj disciplini 800 metara. Na Olimpijskim igrama 2001. godine u Sydney-u osvojila je četvrto mjesto.
2001. godine osvojila je srebrenu medalju na Mediteranskim igrama i zlatnu medalju na ljetnoj univerzijadi.
Na Svjetskome prvenstvu 2007. godine u japanskoj Osaki osvojila je peto mjesto i postavila svoj najbolji rezultat 1:58:41 minuta.

## Vanjske poveznice
- Profil Brigite Langerholc na stranicama IAAF-a